# Philipp Paulitschke
Philipp Viktor Paulitschke, Edler von Brügge, född 24 september 1854 i Cermakowitz, Mähren, död 11 december 1899 i Wien, var en österrikisk geograf och forskningsresande.
Paulitschke blev 1889 docent i geografi vid Wiens universitet, reste i etnologiskt syfte i nästan alla Europas länder och i Afrika; Egypten och Nubien 1880, Somali- och Gallaländerna 1884 och 1885, med von Hardegger.